# EBC (Éthiopie)
Pour les articles homonymes, voir ETV et EBC.
Ethiopian Broadcasting Corporation, EBC (anglais : Ethiopian Television, ETV) est la seule chaîne de télévision d'Éthiopie sous contrôle du gouvernement. 
Ses programmes comprennent des actualités, du sport, de la musique et d'autres divertissements, diffusés en quatre langues, l'amharique, l'oromo, le tigrinya et le somali, ainsi que l'anglais.

## Historique
ETV a été créée en 1964 avec l'aide de la société britannique, Thomson. L'une des pionnières de cette chaîne de télévision et la première journaliste à s'y exprimer lors de son inauguration est Ellene Mocria. Initialement, cette télévision fut mise en place pour couvrir le sommet constitutif de l'Organisation de l'unité africaine (OUA) qui se déroulait à Addis-Abeba cette année-là. ETV a commencé à diffuser des programmes en couleur en 1982 pour commémorer la création du Parti des travailleurs d'Éthiopie.